# 阿貝爾383
阿貝爾383（Abell 383）是一個位於波江座，被收入阿贝尔星系团表的星系團，距離地球約23億光年。
2011年這個星系團作為重力透鏡的透鏡星系團，讓天文學家觀測到了宇宙誕生以後只有2億年左右形成的星系。
2012年兩組天文學家使用钱德拉X射线天文台等望遠鏡觀測資料建立了阿貝爾383周圍的暗物質分布圖。圖中暗物質分布類似橄欖球型，而其中兩個尖端連線的指向接近地球觀測者視線方向。

## 外部連結
- NASA Telescopes Help Discover Surprisingly Young Galaxy （页面存档备份，存于）
- Abell 383: Getting a Full Picture of an Elusive Subject (2012-03-19) （页面存档备份，存于）